# Роздори (Вілейський район)
Роздори (біл. вёска Раздоры) — село в складі Вілейського району Мінської області, Білорусь. Село підпорядковане Осиповицькій сільській раді, розташоване в північній частині області.